# 방현동 (평양시)
방현동(方峴洞)은 평양시의 동이다. 방현동에 위치한 미사일 산업 기지 근무자에 평양 시민과의 동등한 혜택을 주기 위해 조선민주주의인민공화국 당국에서 2018년 2월 10일부로 방현동을 평안북도 구성시에서 평양시로 편입하였고, 이에 따라 평안북도 구성시가 방현동을 감싸는 월경지의 형태가 되었다. 동 내에 평북선 방현역과 미사일 산업 기지가 있다.
방현동의 하위 행정구역으로는 방현동(方峴洞), 남창동(南昌洞), 신흥일동(新興一洞)이 있다.

## 역사
- 1954년경 - 남창리와 청송리 일부가 병합한 후 방현노동자구(方峴勞動者區)로 개칭되었다.
- 1974년 - 방현로동자구에서 방현동으로 격하되었다.
- 1976년 - 신흥동(新興洞)이 방현동에서 분리되었다.
- 1985년 - 남창동(南倉洞)이 방현동에서 분리되었으며, 신흥동이 신흥일동(新興一洞)과 신흥이동(新興二洞)으로 분리되었다.[2]
- 2018년 2월 10일 - 방현동이 평양시로 편입되었다.